# Associazione Sportiva Dilettantistica Barletta 1922

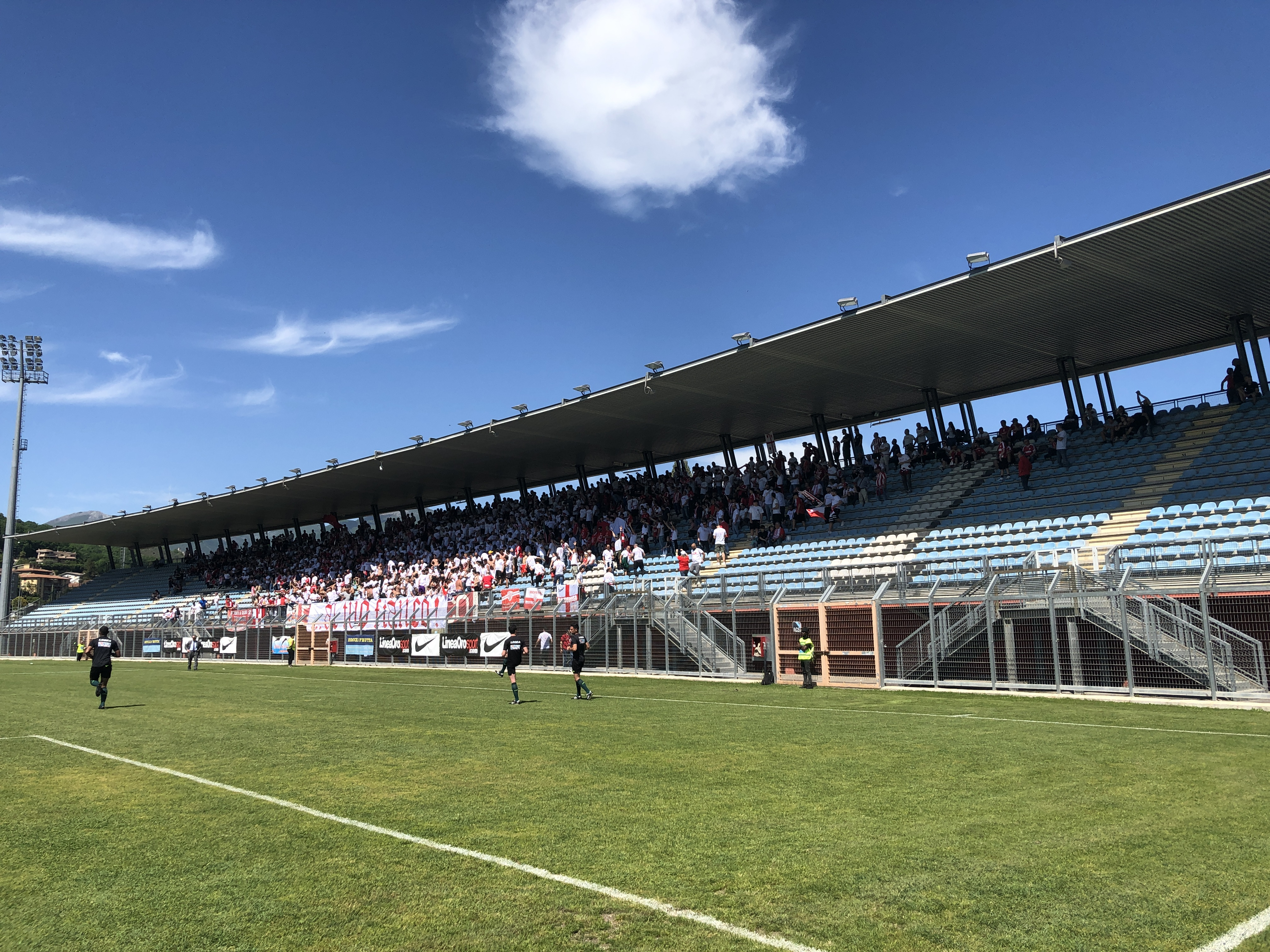
Les fans de Barletta à Rieti pour la finale de la coupe d'Italie amateur 2022.

L'Associazione Sportiva Dilettantistica Barletta 1922 (le plus souvent, le Barletta) est l'équipe de football de Barletta qui évolue en Ligue Pro Première Division depuis le repêchage obtenu le 4 août 2010. Massimo Pizzulli est l'entraîneur depuis juillet 2025.

## Historique
Le club porte ce nom depuis 2007/2008, depuis son retour dans le football professionnel. Sa création date de 1922. Il a évolué en série B.
Le 30 octobre 2012, Paolo Stringara est nommé entraineur. En décembre de la même année, il est démis de ses fonctions.

## Participations en championnats
| Championnat                                 | Première saison | Dernière saison | Nombre de participations |
| ------------------------------------------- | --------------- | --------------- | ------------------------ |
| Championnat d'Italie                        | 1987-1988       | 1990-1991       | 4                        |
| Serie B                                     | 1987-1988       | 1990-1991       | 4                        |
| Championnat d'Italie de D2                  | 1942-1943       | 2014-2015       | 34                       |
| Serie C                                     | 1942-1943       | 1977-1978       | 19                       |
| Serie C1                                    | 1978-1979       | 1994-1995       | 10                       |
| Lega Pro Prima Divisione                    | 2010-2011       | 2013-2014       | 4                        |
| Lega Pro                                    | 2014-2015       | 2014-2015       | 1                        |
| Championnat d'Italie de D3                  | 1948-1949       | 2009-2010       | 17                       |
| Promozione                                  | 1948-1949       | 1951-1952       | 4                        |
| IV Serie                                    | 1955-1956       | 1956-1957       | 2                        |
| Campionato Interregionale - Prima Categoria | 1957-1958       | 1957-1958       | 1                        |
| Serie D                                     | 1962-1963       | 1971-1972       | 5                        |
| Serie C2                                    | 1979-1980       | 1981-1982       | 3                        |
| Lega Pro Seconda Divisione                  | 2008-2009       | 2009-2010       | 2                        |
| Championnat d'Italie de D4                  | 1998-1999       | 2007-2008       | 5                        |
| Campionato Nazionale Dilettanti             | 1998-1999       | 1998-1999       | 1                        |
| Serie D                                     | 1999-2000       | 2022-2023       | 5                        |